# Lago Colico
Der Lago Colico ist ein großer See im Süden Chiles.
Er liegt in der Region IX (Región de la Araucanía). Der See liegt 25 km südlich der Stadt Cunco. Südlich des Sees liegt der bekannte See Lago Villarrica.
Der Lago Colico besitzt eine Fläche von rund 56 km². Am See gibt es viele herrliche Strände, die zum Baden einladen. Er ist die Quelle des Flusses Río Colico.
Nördlich des Sees liegt der Nationalpark Conguillío. Hier kann man bis zu 1000 Jahre alte Araukarienbäume finden.

## Geschichte
Das Gebiet gehörte von 1604 bis 1881 zum Machtbereich der Mapuche. Die Besiedelung von Cunco begann im Februar 1883. Die Stadt wurde offiziell 1918 gegründet.

## Tourismus
Der See ist ideal für den Segelsport und für Angler geeignet. Der See und die Flüsse sind sehr fischreich. Die Gegend ist ideal zum Kajakfahren und Windsurfen.

## Wirtschaft
Der Tourismus, Fischfang und die Forstwirtschaft spielen eine wichtige Rolle in der Gegend. 